# Visions fugitives

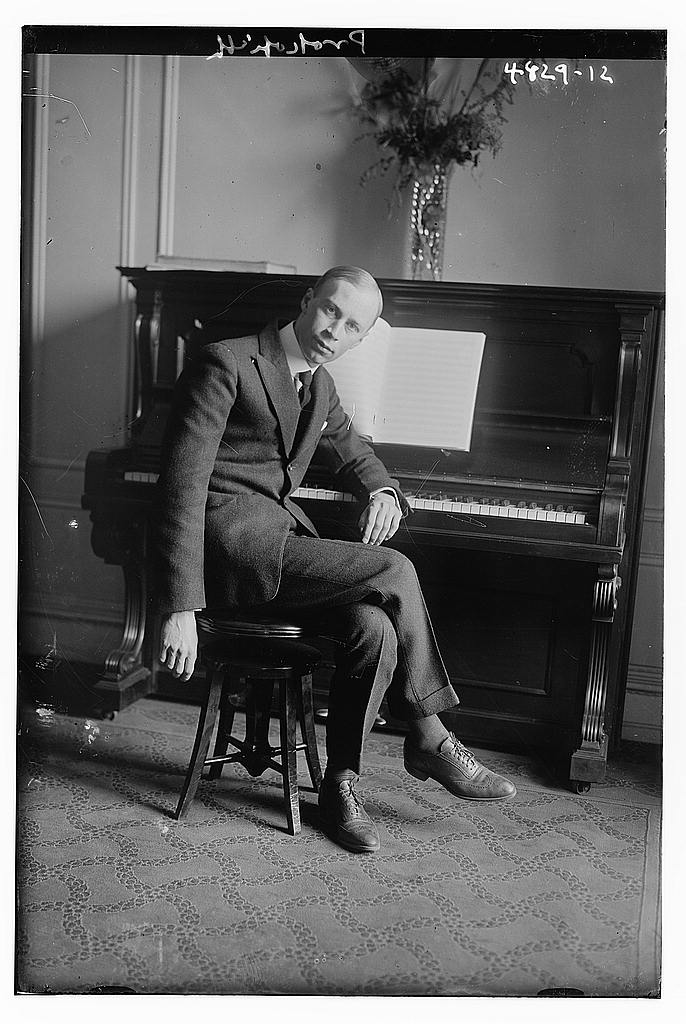
Imatge del compositor rus Serguei Prokófiev, autor de les peces musicals.

Visions fugitives per a piano, op. 22, són una sèrie de breus peces per a piano escrita pel compositor rus Serguei Prokófiev entre 1915 i 1917.
Les Visions van ser estrenades per Prokófiev el 15 d'abril de 1918 a Petrograd, a la Unió Soviètica. Prokófiev va compondre les peces per separat, i moltes d'elles anaven dedicades a amics seus. L'agost de 1917, el compositor les va tocar pel poeta Konstantin Balmont, a qui li van agradar molt i va compondre un sonet anomenat "una magnífica improvisació". Les peces, encara que lluny de ser atonals, contenen harmonies dissonants similars en la naturalesa de la música composta pels contemporanis de Prokófiev (Arnold Schönberg i Aleksandr Skriabin), encara que segueix mantenint els conceptes de gran originalitat, tant en la tonalitat com en el ritme. Les Visions fugitives expressen sentiments molt diferents i manifesten l'esperit entremaliat de Prokófiev que clarament emergeix en diverses d'elles. El 1962 el director i violista Rudolf Barxai les va transcriure per a l'Orquestra de Cambra de Moscou.
Prokófiev va néixer el 1891 al poble rus de Sontsotska. Les forces musicals del seu entorn es dividien entre aquells que seguien la Societat Musical Russa i Anton Rubinstein, i el grup dels Cinc encapçalat per Mily Balakirev. Ell va rebre les influències de les dues concepcions estilístiques a través de la seva mare (convençuda que Rubinstein era "encara millor que Txaicovsky") i dels seus professors (amb qui va descobrir "els Cinc") al Conservatori de Sant Petersburg. Allà va començar a anar als "Vespres de música contemporània" on es va familiaritzar amb un nou tipus de llenguatge que el va influenciar posteriorment.
Les Visions fugitives són 20 peces curtes i és per això que els intèrprets, quan no toquen tot el recull, en toquen unes quantes. El minutatge va de 18-20 minuts aproximadament. Algunes de les característiques comunes en moltes de les Visions són: finals dissipats (frases que no acaben emfàticament), grans contrasts dinàmics, melodia disjunta, contrapunt cromàtic, ús del tritò, ús de la sèptima, acompanyament homofònic, entre d'altres. La broma i el sarcasme hi són molt presents en el caràcter de les peces. Un exemple molt il·lustratiu és la número X (Ridicolosamente) on la mà esquerra fa un motiu d'acompanyament staccatto que es repeteix i la mà dreta fa una melodia amb dissonàncies i bastants salts.
Aquesta és una de les obres més reconegudes per a piano sol de Prokófiev.
Existeix una versió audiovisual realitzada pel músic i cineasta Ricard Carbonell, estrenada a Documentamadrid 2005.